# Stylonuncia
Stylonuncia is een geslacht van hooiwagens uit de familie Triaenonychidae.
De wetenschappelijke naam Stylonuncia is voor het eerst geldig gepubliceerd door Hickman in 1958. 

## Soorten
Stylonuncia is monotypisch en omvat slechts de volgende soort:
- Stylonuncia spinosa